# 褐鞘毛茛
褐鞘毛茛（学名：Ranunculus vaginatus）为毛茛科毛茛属下的一个种。

## 扩展阅读
- 維基物種上的相關：褐鞘毛茛